# Ik ben vrij
Ik ben vrij is een autobiografische roman van de Nederlandse schrijfster Lale Gül, gepubliceerd in 2024. Het boek beschrijft haar ontsnapping uit het huis van haar streng islamitische familie, de constante doodsbedreigingen die haar tot onderduiking dwingen, en haar zoektocht naar vrijheid en een nieuwe identiteit. Het is het vervolg op haar bestseller Ik ga leven.

## Verhaal
Het boek opent met de spanning waarin Gül leeft na de publicatie van haar eerste boek. Na lang twijfelen besluit ze de uitnodiging van de talkshow Op1 te accepteren om over het boek te spreken. Diezelfde avond wordt ze thuis opgewacht door haar familie, die haar op televisie hebben gezien. Na binnenkomst schelden haar moeder en ooms haar uit en wordt ze fysiek mishandeld. Haar broer Halil probeert haar te beschermen terwijl haar zusje Defne volledig in paniek raakt. Twintig minuten lang probeert Gül te ontsnappen, totdat ze in een uiterste poging om hulp schreeuwt naar de bovenburen. Hun gebons op de deur dwingt haar vader de deur te openen, waardoor ze ternauwernood weet te ontsnappen.
Zo belandt Gül midden in de nacht op straat, zonder jas en met een bijna lege mobiele telefoon. In haar paniek herinnert ze zich dat burgemeester Femke Halsema ooit haar telefoonnummer had gegeven. Tot haar verbazing neemt Halsema de telefoon op en regelt een veilige plek waar Gül kan onderduiken. Vanaf dat moment begint de periode van isolatie van haar oude omgeving.
De eerste dagen van haar onderduiking zijn zwaar. Ze voelt zich opgelucht dat ze ontsnapt is, maar ook eenzaam en angstig. Ze krijgt veel bedreigingen, zoals foto's van vuurwapens en video's waarin IS-strijders zingen over martelaarschap en terreurdaden. De groep Sharia4Belgium waarschuwt zelfs dat ze "overal in Amsterdam actief zijn om haar te vinden". Hoewel ze door de politie wordt ondersteund en extra beveiligingsmaatregelen neemt, blijft de angst continu aanwezig. Gül durft nauwelijks de deur uit en vermomt zich als ze naar buiten gaat. 
In de weken die volgen, zoekt Gül steun bij een psycholoog. Tijdens de consulten reflecteert ze op haar verleden, haar familie, en de impact van haar keuzes. Ze worstelt met een diep schuldgevoel tegenover haar zusje Defne, die in haar ogen nu de last van de familie op haar schouders draagt. De psycholoog helpt haar inzien dat haar strijd voor vrijheid ook een voorbeeld voor haar zusje kan zijn. 
Gül beschrijft ook haar teleurstelling in prominente feministen. Ze benoemt specifiek Sigrid Kaag, die haar naam verwijderde uit haar HJ Schoo-lezing over vrouwenrechten. Sylvana Simons, die irritatie toonde toen haar werd gevraagd of haar partij inclusie zou bieden aan Gül. Emine Uğur die haar bekritiseerde en stelde dat ze haar familieproblemen beter thuis had kunnen oplossen, terwijl dat onmogelijk is. Steun kwam wel van Dilan Yeşilgöz, Pieter Omtzigt en Lilian Marijnissen, wat haar hoop geeft dat er toch nog publieke figuren zijn die haar verhaal serieus nemen. 
Het boek eindigt met Güls poging tot verzoening met haar familie. Ze gaat, deels onder druk van Defne, terug naar haar ouderlijk huis waar ze beide ouders om vergeving vraagt. Haar vader schuift de beslissing door naar haar moeder, die vraagt of Gül Allah om vergiffenis heeft gevraagd en dat ze dat eerst moet doen om haar vergiffenis te krijgen. Gül weigert dit en hierdoor verlaat haar moeder de kamer, waarna Gül, haar vader, Halil, en Defne in een radeloze stilte achterblijven.

## Ontvangst
De Volkskrant beschreef het boek als een "intens en pijnlijk vervolg" en prees Gül om haar moed en de eerlijkheid waarmee ze haar gevoelens van verlies, angst en eenzaamheid beschrijft.
Trouw was kritischer en miste nuance in het boek. Recensent Femke Essink schreef dat de lezer "snakt naar een genuanceerd geluid over de islam." Gül vond die kritiek totaal onbegrijpelijk en vond dat het boek recht doet aan haar persoonlijke ervaring.
Het Parool prees de eerlijke en rauwe toon van het boek, met de opmerking dat het "niet geschikt is voor tere zieltjes."
Dagblad van het Noorden omschreef het als "echt Gül: ongefilterd, rauw en vol emotie."